# 12月10日 (旧暦)
旧暦12月10日（きゅうれきじゅうにがつとおか）は、旧暦12月の10日目である。六曜は先負である。

## できごと
- 文治2年（ユリウス暦1187年1月21日） - 鎌倉幕府が、九州の御家人統率・軍事統括の為の鎮西奉行を設置
- 安貞元年（ユリウス暦1228年1月18日） - 天変が相次いだため嘉禄より安貞に改元
- 天保元年（グレゴリオ暦1831年1月23日） - 江戸の大火や京都の地震などの災異のため文政より天保に改元

## 誕生日
- 嘉慶18年（グレゴリオ暦1814年1月1日 ） - 洪秀全、宗教家・革命家（+ 1864年）

## 忌日
- 安政2年（グレゴリオ暦1856年1月17日） - 千葉周作、剣術家・北辰一刀流剣術開祖（* 1793年）